# Зъбно колело
Зъбното колело (ЗК) е детайл, който служи за предаване на въртеливо движение от един вал на друг, чрез друго зъбно колело или червяк, вал или механизъм. Двете зъбни колела образуват зъбна предавка. За разлика от ролките, зъбното колело разполага със зъби, които служат за зацепване с другите зъбни колела, предавайки въртящия момент, без приплъзване. Зъбната предавка реверсира посоката на въртене подавана от входящото въртящо се звено.
Посредством зъбни предавки се променя ъгловата скорост и въртящият момент: предавателна кутия, скоростна кутия, редуктор, мултипликатор и други.

## Видове
Според вида на зъбите ЗК могат да бъдат верижни, ремъчни и модулни.
Модулните ЗК са цилиндрични, конични или червячни. Цилиндричните са с външни зъби, с вътрешни зъби, с прави зъби и с криволинейни зъби. От своя страна правите зъби могат да бъдат успоредни на образуващата на цилиндъра или наклонени. Криволинейните и наклонените могат да бъдат наклонени в една посока /// или \\\, или шевронни наклонени в двете посоки, като ^ с непрекъснат и прекъснат зъб. Формата на криволинейните зъби може да бъде винтова, еволвентна, хипоидна или друга. При еднакви габаритни размери ЗК с прави зъби може да предава най-малък въртящ момент, с наклонение по-голям, а с криволинейни най-голям. ЗК с прави зъби не създават аксиални натоварвания в опорите (лагерите) на вала, но работят по-шумно и неравномерно от другите два вида, защото зъбът се зацепва едновременно по цялата си дължина. Най-плавно работят ЗК с криволинейни зъби, като за избягване на осовите натоварвания на опорите може да се изработят шевронни или по двойки едно до друго със срещуположен ъгъл на наклона на зъбите, както при шевронните.
Модулът на ЗК е отношението на делителния диаметър на ЗК към броя на зъбите. Той определя едрината на зъбите на ЗК. m= D/z където m е модулът D е делителния диаметър а z е броят на зъбите. (тази формула е приложима само за ЗК с прави зъби)

## Производство
- Зъбните колела са ротационни детайли, които се произвеждат на два етапа. Първият е да се получи ротационен детайл, с формата на зъбното колело, с необходимите размери на диаметър и широчина на колелото. Същинското оформяне зъбите на зъбното колело става с използването на специализирани инструменти модулни фрези които обработват междузъбието като оформят половината зъб от едната си страна и другата половина от другата си страна (поради ниската си производителност този метод на обработване е приложим за едични бройки и малки серии). Обработката се извършва на зъбонарезни машини или фрези, а за прецизно обработване на повърхността и еволвентата на зъбите се използват специализирани зъбошлифовални машини.

Най-лесно е производството на ЗК с прави зъби.

## Пример
Зъбното колело на входящия вал е с 20 зъба. Зъбното колело на изходящия вал е с 40 зъба. Предавателното число е 40 / 20 = 2 или 2:1 => редукцията на скоростта на въртене е 2 пъти (оборотите намаляват 2 пъти), но въртящият момент се увеличава 2 пъти. Такива зъбни предавки се наричат редуктори, повишаващите скоростта се наричат мултипликатори.